# مایک تکول
مایکل تَکوِل (انگلیسی: Michael Thackwell؛ زادهٔ ۳۰ مارس ۱۹۶۱ در پاپاکورا، آوکلند) رانندهٔ سابق مسابقات اتومبیل‌رانی اهل نیوزیلند است که در فصل ۱۹۸۰، و دوباره در فصل ۱۹۸۴ در مجموع در پنج گراند پری از مسابقات جهانی فرمول یک شرکت کرد، اما موفق به کسب هیچ امتیازی نشد.